# Chihuahua (stad)
Chihuahua is de hoofdstad van de gelijknamige staat en van de gelijknamige gemeente in het noorden van Mexico. De gemeente Chihuahua heeft 698.500 inwoners (2004).

## Geschiedenis
De naam komt van het Nahuatl Xicuahua, wat "droge en zandige plaats" betekent.
De plaats werd al sinds de 16e eeuw bewoond door Europeanen voordat Antonio Deza y Ulloa de stad in 1709 stichtte. De stad bloeide dankzij de mijnbouw en de Spaanse koloniale administratie die er gevestigd was. In 1811 werden Miguel Hidalgo y Costilla en zijn medestanders voor onafhankelijkheid er geëxecuteerd. De stad werd bezet door de Amerikanen tijdens de Mexicaans-Amerikaanse Oorlog (1846-1848). Na de Franse inval in 1862 was Chihuahua gedurende enige tijd zetel van de tegenregering van Benito Juárez. Tijdens de Mexicaanse Revolutie was het de uitvalsbasis van Pancho Villa.

## Geografie
De stad ligt op een goede 1400 meter hoogte in een vallei van de Sierra Madre Occidental. Ze ligt aan de rand van de Chihuahuawoestijn.

## Economie
De stad heeft een goed ontwikkelde industrie (auto-onderdelen, elektronica, textiel, farmaceutica en plastics) en dienstensector. Ook worden landbouwproducten uit de omgeving er verwerkt en verhandeld. Als belangrijk administratief centrum is ook de overheid een grote werkgever.
Chihuahua is een regionaal verkeersknooppunt en de beginplaats van de Chihuahua al Pacíficospoorweg.

## Cultuur
Chihuahua telt vele historische gebouwen en verschillende musea. In de 18e-eeuwse kathedraal is er een museum van sacrale kunst. Quinta Luz, een landhuis waar Pancho Villa ooit woonde, is omgebouwd tot een geschiedkundig museum.
In de stad is sinds 1954 een universiteit gevestigd.
De stad is de zetel van het rooms-katholieke aartsbisdom Chihuahua.

## Geboren
- Martín Luis Guzmán (1887-1976), schrijver
- David Alfaro Siqueiros (1896-1974), kunstenaar en politiek activist
- Anthony Quinn (1915-2001), acteur, kunstschilder en beeldhouwer
- Haley Paige (1981-2007), pornoactrice